# روبرت إس. بارتون
روبرت إس. بارتون (بالإنجليزية: Robert S. Barton)‏ هو مهندس وعالم حاسوب أمريكي، ولد في 13 فبراير 1925 في نيو بريتن في الولايات المتحدة، وتوفي في 28 يناير 2009 في بورتلاند في الولايات المتحدة.